# راه‌آهن صربستان
راه‌آهن صربستان (صربی: Железнице Србије) شرکت دولتی ترابری ریلی صربستانی است، که در سال ۱۸۸۱ تأسیس شد.